# Khalil Ghanim
Khalil Ghanim Mubarak (12 de novembro de 1964) é um ex-futebolista emiratense, que atuava como defensor.

## Carreira
Khalil Ghanim integrou a histórica Seleção Emiratense de Futebol da Copa do Mundo de 1990. 